# Lionel Prat
Pour les articles homonymes, voir Prat.
Lionel Prat, né le 20 janvier 1971 à Quimperlé, est un footballeur français évoluant au poste d'attaquant de 1989 à 2004.

## Biographie

### Formation et débuts
Natif de Quimperlé dans le Finistère, Lionel Prat est formé au Quimper Cornouaille FC. Scolarisé au lycée de Quimper, il se lie d'amitié avec Philippe Brinquin, futur professionnel lui aussi. En mai 1985 il participe à un stage national des minimes à Vichy. Il fait ses débuts en deuxième division à 18 ans. Après une première saison pleine il est appelé en équipe de France espoirs en mars 1990. Il dispute le Tournoi de Toulon avec les Bleuets emmenés par Emmanuel Petit.

### Carrière professionnelle
Suivi par plusieurs clubs de l'élite, il signe un contrat de cinq ans au FC Sochaux-Montbéliard, alors en première division, où il débutera comme stagiaire. De 1990 à 1991 il joue cinq matches lors des éliminatoires de l'Euro espoirs 1992, pour laquelle l'équipe de France, tardivement renforcée par Zinédine Zidane, ne se qualifie pas. En juin 1993 il participe à deux matches amicaux aux Antilles avec l'équipe de France A', dirigée par Gérard Houllier et emmenée par Youri Djorkaeff et Frank Lebœuf. Prat dispute cinq saisons dans le bas de tableau de D1 avec Sochaux, suivies d'une saison en D2, à l'issue de laquelle il quitte le club, peu emballé par la région. Il retrouve sa Bretagne natale et signe un contrat d'un an au FC Lorient, dirigé par Christian Gourcuff.
Ses douze buts lui permettent de retrouver la D1, au Havre AC, qu'il quitte en décembre 1998 pour retrouver du temps de jeu à l'étage inférieur, à l'OGC Nice, où il joue 90 matches en deux saisons et demie. En 2001 il est appelé en équipe de Bretagne pour une rencontre amicale face à Cuba, mais le match est annulé à la dernière minute.
Libre à la fin de son contrat avec Nice, il s'entraîne avec Lorient-Sports puis signe au Stade lavallois en novembre 2001, après un essai concluant. Son passage à Laval n'est pas couronné de succès puisqu'il ne marque aucun but. Il rebondit à Angers SCO, où il participe à la remontée du club en deuxième division. Invité à quitter le club à l'été 2003 alors qu'il lui reste un an de contrat, il reprend l'entraînement en août et reste angevin jusqu'à la fin de la saison. Il joue avec l'équipe réserve en CFA2 avant de faire face à des problèmes de ménisque externe. Il termine sa carrière à l'Espérance de Sainte-Hélène en première division de district du Morbihan.

### Reconversion
En 2004 Lionel Prat crée un complexe indoor de football en salle au parc des expositions de Lorient,. Il cède son affaire en 2010.
Depuis 2018 il est co-gérant d'un restaurant à Pont-Aven dans le Finistère.